# Diego de Losada
Diego de Losada est un conquistador espagnol né à Rionegro del Puente en Espagne en 1511 et mort en 1569. Il est surtout connu pour avoir fondé l'actuelle ville de Caracas sous le nom de Santiago León de Caracas le 25 juillet 1567.

## Biographie
Fils de Catalina de Osorio et du seigneur de Rionegro del Puente Álvaro Pérez de Losada, il entre au service de Alonso de Pimentel, comte de Benavente. Dès son jeune âge, il embarque pour les Amériques et deviendra tout à tour, militaire, explorateur, mercenaire, administrateur civil, entre autres. 
Il entre dans l'histoire pour être le fondateur de l'actuelle ville de Caracas, le 25 juillet 1567 sous le nom de Santiago de León de Caracas. Le 8 septembre de la même année, il fonde le port de Nuestra Señora de Caraballeda, l'actuelle Caraballeda dans l'État de La Guaira, en hommage à la patronne de son village natal, la vierge de Caraballeda.
Ses restes sont entreposés à Cubiro dans l'actuel État de Lara au Venezuela et font partie des attractions touristiques de la localité.